# 반다이 남코 픽처스
주식회사 반다이 남코 픽처스(일본어: 株式会社バンダイナムコピクチャーズ 가부시키가이샤 반다이 나무코 피쿠차즈[*], BANDAI NAMCO Pictures Inc.)는 선라이즈와 반다이 남코 그룹의 애니메이션 제작 회사이다. 2015년 4월에 설립되었으며 선라이즈에서 제작되던 애니메이션이 승계되었다. 주요 애니메이션인 은혼, 아이카츠, 케로로 중사 등이 존재한다. 줄여서 BN Pictures 라고도 한다. 애니메이션을 주체로 한 영상 작품의 기획·제작을 주요 사업 내용으로 하는 반다이 남코 그룹 산하의 일본 기업이다.

## 역사

2022년 4월 그룹 로고 변경 전까지 사용했던 로고. 여전히 광고, 크레딧, 유튜브 채널 등에서 사용한다.

2015년 4월 애니메이션 제작사 선라이즈에서 키즈,패밀리층(아동,가족층)을 중심으로 한 제작부문의 일부를 분리해 설립했다.
분리 설립에 의해 소규모 조직으로 기획 및 개발의 신속화와 함께 반다이 남코 그룹의 각사간 긴밀하게 협력을 하게 되고, 특히 장난감과 상품전개 등 완구, 취미 사업의 연계를 강화한다.
또한 아동 및 가족층을 위한 작품이 선라이즈보다 이관되어 있지만, 실제로는 일반적으로 높은 인기로 인정받고 있는 작품 (《은혼》 시리즈, 《TIGER & BUNNY》 시리즈 등)도 승계되었다. 애니메이션 작품의 사명 표기는 "BN Pictures"로 하고 있으며, 저작권 표기는 "BNP"의 약어를 사용한다.
설립 시에는 선라이즈로부터 이관된 작품을 계승하는 형태로 작품을 제작한다. 당초부터 반다이 남코 픽처스가 제작하는 작품으로는 2015년 방영된 TV 애니메이션 작품 《브레이브 비츠》가 첫 번째다. 다음 해인 2016년 10월에는 첫 심야대 애니메이션 《드림페스!》도 방송 개시되었다.

## 임원들
- 대표이사 사장 - 미야카와 야스오
- 전무이사 - 오자키 마사유키
- 이사 - 토미오카 히데유키
- 이사 - 오노구치 타다시
- 이사 - 고가 이토우
- 감사 - 마사키 나오야

## 작품 활동

### TV 애니메이션
- 아이카츠! (2015년)
- 배틀 스피리츠 버닝소울 (2015년)
- 은혼゜ (2015년)
- 트라아브 쿨 크루 (2015년)
- 브레이브 비츠 (2015년)
- 배틀 스피리츠 더블 드라이브 (2016년)
- 아이카츠 스타즈! (2016년)
- 클래시컬로이드 (2016년)
- 헤봇! (2016년)
- 드림페스! (2016년)
- 은혼. (2017년)
- 아이카츠 스타즈! (제2부) (2017년)
- 드림페스! R (2017년)
- 클래시컬로이드 (제2시리즈) (2017년)
- 은혼. (2018년)
- 아이카츠 프렌즈! (2018년)
- B-PROJECT ~고동*앰비셔스~ (2019년)
- 아이카츠 프렌즈! ~반짝임의 쥬얼~ (2019년)
- 악마에 입문했습니다! 이루마 군 (2019년)
- 아이카츠 온 퍼레이드! (2019년)
- 좀 더! 성실하게 불성실한 쾌걸 조로리 (2020년)
- 최향 카미즈모드! (2020년)
- 아이카츠 플래닛! (2021년)
- 좀 더! 성실하게 불성실한 쾌걸 조로리 (시즌2) (2021년)
- 세스타스 - The Roman Fighter - (2021년)
- 악마에 입문했습니다! 이루마 군 (시즌2) (2021년)
- BIRDIE WING -Golf Girls' Story- (2022년)
- 좀 더! 성실하게 불성실한 쾌걸 조로리 (시즌3) (2022년)
- 모노노가타리 (2023년)
- BIRDIE WING -Golf Girls' Story- (Seoson 2) (2023년)
- 모노노가타리 (시즌2) (2023년)
- 지팡이와 검의 위스토리아 (2024년)
- 마신창조전 와타루 (2025년)
- A랭크 파티를 이탈한 나는, 전 제자들과 미궁 심부를 목표로 한다. (2025년)
- 록은 숙녀의 소양이기에 (2025년)
- 샤바케 (2025년)

### 영화 애니메이션
- 아이엠스타 뮤직어워드 (2015년)
- 쾌걸 조로리: 우주의 용사들 (2015년)
- 아이카츠 스타즈! (2016년)
- 아이카츠! ~ 겨냥된 마법의 카드 ~ (2016년)
- 꼬마 곰 학교 제빵사 재키와 해님 케이크 (2017년)
- 쾌걸 조로리 ZZ의 비밀 (2017년)
- 은혼 더 파이널 (2021년)
- 훌라 풀라 댄스 (2021년)
- 아이카츠 플래닛! (2022년)
- 아이카츠 플래닛! 10th STORY ~ 미래로의 STARWAY ~ (2022년)
- 쾌걸 조로리: 라라라 스타 탄생 (2022년)
- 아이카츠!×프리파라 THE MOVIE -만남의 기적!- (2025년)

### Web 애니메이션
- 테일즈 오브 더 레이즈 극장 (2018년)
- 파이트 리그 Gear Gadget Generators (2019년)
- 배틀 스피리츠 사가 브레이브 (2019년)
- 테일즈 오브 더 레이즈 에버래스팅 데스티니 (2019년)
- 아이카츠 온 퍼레이드! 드림 스테이지 (2020년)
- 배틀 스피리츠 혁명의 갈레트 (2020년)
- 배틀 스피리츠 미라지 (2021년)
- TIGER & BUNNY 2 (2022년)

## 주요업무내용
캐릭터 머천다이징에 적합한 IP (※) 및 매스 층을 타겟으로 한 IP의 기획, 영상 제작, 프로듀싱과 운영.
(※ Intellectual Property: 캐릭터 등의 지적 재산권)

## 같이 보기
- 선라이즈
- 반다이 남코 엔터테인먼트